# Rinkaby församling, Strängnäs stift
Rinkaby  församling var en församling i Strängnäs stift och i Örebro kommun i Örebro län (Närke). Församlingen uppgick 2002 i Glanshammars församling.

## Administrativ historik
Församlingen har medeltida ursprung. 
Församlingen var till 2002 annexförsamling i pastoratet Glanshammar och Rinkaby som 1962 utökades med Lillkyrka och Ödeby församlingar (vilka från 1981 var sammanslagna i Lillkyrka-Ödeby församling). Församlingen uppgick 2002 i Glanshammars församling.

## Kyrkor
- Rinkaby kyrka